# Abfallablagerungsverordnung
Die Abfallablagerungsverordnung (AbfAblV), im Langtitel „Verordnung über die umweltverträgliche Ablagerung von Siedlungsabfällen“, hatte das Ziel, die Ablagerung von Abfällen, die zu Umweltbeeinträchtigungen führen können, zu verhindern, ohne dass diese vorher behandelt wurden. Die Verordnung trat am 16. Juli 2009 außer Kraft. Die Regelungen sind teilweise in der Deponieverordnung und der Gewinnungsabfallverordnung aufgegangen.

## Hauptpunkte
Die AbfAblV richtete sich an Deponiebetreiber, Müllverbrennungsanlagen-Besitzer und Besitzer von Abfällen zur Beseitigung. Des Weiteren galt die Verordnung für die Ablagerung und Behaldung von Siedlungsabfällen. Die AbfAblV ist als Ergänzung zur TA Siedlungsabfall zu sehen. Die Regelungen der TA Siedlungsabfall zu den Deponiezuordnungskriterien und den Anforderungen an Standort, Bau und Betrieb von Deponien wurden in die Verordnung übernommen.
- Die Ablagerung von unbehandelten Abfällen, welche die Deponierungskriterien nicht erfüllen, ist seit dem 1. Juni 2005 gesetzlich verboten.
- Für die Abfälle von mechanisch-biologischen Behandlung vorbehandelten Abfällen wurden neue Grenzwerte geschaffen. Es muss zum Beispiel vor der mechanisch-biologischen Behandlung die heizwertreiche Fraktion abgetrennt werden.

## Wichtige Parameter
|                                                                      | Deponieklasse 1 | Deponieklasse 2 | Mech.-biol.-behand. Abfälle |
| Festigkeit                                                           |                 |                 |                             |
| bestimmt als Glühverlust                                             | < 3 Gew.%       | < 5 Gew.%       | < k. A.                     |
| bestimmt als TOC                                                     | < 1 Gew.%       | < 3 Gew.%       | < 18 Gew.%                  |
| Eluatkriterien                                                       |                 |                 |                             |
| pH-Wert                                                              | 5,5–13          | 5,5–13          | 5,5–13                      |
| DOC                                                                  | < 50 mg/l       | < 80 mg/l       | < 300 mg/l                  |
| Biologische Abbaubarkeit des Trockenrückstandes der Originalsubstanz |                 |                 |                             |
| Oberer Heizwert                                                      | k. A.           | k. A.           | <6000 kJ/kg                 |

## Kritik
Viele Grenzwerte beziehen sich nur auf Eluatwerte. Das Eluat wird nach Verordnung mit neutralem Wasser hergestellt. Dabei werden aber die realen Prozesse in der Deponie nicht gut nachgebildet. Diese Prozesse laufen in der Regel im sauren Milieu ab. Das bedeutet, dass sich mit Sickerwasser einer Deponie auf Grund des niedrigen pH-Wertes viel mehr Schwermetalle lösen können, als es das Eluat abbilden kann.
Die Schweiz ist bei der Erstellung des Eluates einen anderen Weg gegangen. Dort wird das Eluat nicht mit neutralen Wasser hergestellt, sondern mit einer verdünnten Säure.